# Розенберг, Михаил Яковлевич
Михаил Яковлевич (Меер Иудович) Розенбе́рг (1913—1941) — советский сценарист. Лауреат Сталинской премии второй степени (1942 — посмертно).

## Биография
М. И. Розенберг родился 9 (22) марта 1913 года в Санкт-Петербурге. Окончил немецкую школу № 41 ФЗД (б. Петришуле) в 1930 году. В 1932—1933 годах учился на курсах помощников режиссёра при «Ленфильме». С 1938 года ассистент и помощник режиссёра на киностудии «Ленфильм».
В сентябре 1941 года Петроградским райвоенкоматом (Ленинград) был призван в Красную Армию и направлен в 10-й стрелковый полк 20-й дивизии войск НКВД. Погиб (пропал без вести) при десантной операции на Ладожском озере в октябре (декабре) 1941 года.

## Фильмография
сценарист
- 1941 — Фронтовые подруги (с С. В. Михалковым)
- 1941 — Боевой киносборник № 2 (киноновеллы «Встреча» и «У старой няни»; с В. П. Беляевым)

ассистент режиссёра
- 1938 — Друзья
- 1939 — Четвёртый перископ.

## Награды и премии
- Сталинская премия второй степени (1942 — посмертно) — за сценарий фильма «Фронтовые подруги» (1941)[2]